# マギー審司
マギー 審司（マギー しんじ、1973年11月11日 - ）は、日本の手品師、お笑いタレント。本名：三浦 審（みうら しん）。宮城県気仙沼市出身。マセキ芸能社所属。手品師のマギー司郎の3番弟子。3人兄弟の次男。血液型B型(RH-)。名古屋市西区在住。

## 人物
気仙沼市立南気仙沼小学校、気仙沼市立条南中学校、宮城県気仙沼高等学校卒業。 実家は気仙沼市で電器店を営む。
高校卒業後にアメリカに留学し、寿司屋でアルバイトをしていた。英語が話せないため、客とは簡単なマジックでコミュニケーションをとっていた。寿司屋で修行中に客として来店したTIMというマジシャンから本格的なマジックを習い、1年間修行を積む。
帰国後の1994年、マギー司郎に弟子入りし、「マギー審司」の芸名を授かり日本での芸能活動を開始。当初は司郎のアシスタントとしてコンビネタで笑いを取るなどの芸を披露していた。
2004年頃より、ピンでのテレビ出演などが増え、2005年には第21回浅草演芸大賞新人賞を受賞。以降も、司郎譲りのお喋りマジックで活躍。
2005年、モデルの吉田有希との交際が発覚した際は、取材に対して交際を認める発言をした。互いのブログにおいても、特に交際を隠していなかった。
2006年8月25日に吉田と結婚。
2008年1月に第一子となる女児が誕生。2011年1月27日に第二子となる男児が誕生。
「みなと気仙沼大使」。また、
宮城県ゆかりの著名人が任命される「みやぎ夢大使、現　みやぎ絆大使」に任命されている。
2011年3月、92歳の祖母と叔母と親類の女性が東日本大震災に巻き込まれて死亡した。
ボウリングが得意であり、ベストスコアは279。
柔道の有段者（二段）であり、日本テレビ放送網で放送された『レッスルコロシアム ザ芸能界!最強格闘王者グランプリMAX』（アマチュアレスリングスタイルでの対戦）では、準優勝を果たしている。

## 芸風
「手品師」という職業名に拘り、「マジシャン」と自称することは稀である。本人曰く「本当はお笑い芸人になりたかった」と言う通り、お笑い芸人の一人として分類されることが多く、『爆笑オンエアバトル』や『笑いの金メダル』などのネタ番組にも出演した。
主に赤い背広を着用して人前に出るが、マギー司郎のアシスタント出演が多かった頃には背広でなく薄緑色のベストを着用してステージに出ていた。
喋り方や奇術スタイルは、どことなく師匠の司郎に似ており、芸風はマギー一門を正当に継承している（世間で「司郎の弟子」といえば真っ先に名前が挙がるほど）。師匠同様、「意図的に」下手なマジック・誰もがタネを予想できるマジック・小道具ありきのマジック・インチキ臭いマジックなどを行って笑いを取る。得意なネタは「大きくなる耳」で、その際に「でっかくなっちゃった」と言うのがお約束（バリエーションとしては「小さくなる耳」という演目もあり、最後に親指にはめた小さな耳を突き出し、大木こだまの「チッチキチー」を行う）。
ピンで出演した際の相棒は「フェレットとレッサーパンダを足して2で割ったようなぬいぐるみ」の「ラッキー（くん）」とその妹の「アンラッキー（ちゃん）」。巧みな指使いで、あたかも本当に生きているかのように動かすことができる（たまに器用な芸能人にはあっさりマネをされ、それで笑いを取ることもある）。ちなみに2005年からは増田屋と契約しており、ラッキーの友達としてモーラーが新たに加わった。
マジックだけでなくものまねも行う（ゆーとぴあのピース、和田アキ子、伊東四朗など。特にピースのものまねは明石家さんまも絶賛するほどの腕前）。

## 出演

### テレビ番組
- 爆笑オンエアバトル（NHK総合） - 戦績10勝0敗 最高501KB
  - 第4回チャンピオン大会 ファイナル10位
- ぶらり途中下車の旅 ※準レギュラー
- ノーカット30〜ひとりのビッグショー（NHK総合）
- 3か月トピック英会話 TOKYOまちかどリスニング（2006年10月 - 12月、NHK教育）
- エンタの神様（日本テレビ）キャッチコピーは「マジック界の若旦那」
- たかじん胸いっぱい（関西テレビ）
- TIM神様の宿題（中国放送、2004年4月 - 2009年3月）
- 青い空が好きっ!（山口朝日放送）
- 笑点（日本テレビ） - 演芸コーナーに常連出演。回によって単独で出演する場合と、師匠の司郎とコンビで出演する場合がある。
- 体感TVぐらまらす（2003年4月 - 2004年3月、東北放送）
- 情報ライブMovin'（2007年4月2日 - 2008年6月27日、仙台放送）
- めざましテレビ公認 わがまま!気まま!旅気分 〜宮城BIG3初共演〜おもてなし!恩返しの旅! （2008年8月2日、仙台放送/BSフジ）

サンドウィッチマン、狩野英孝（狩野は同じ事務所の後輩であり、「尊敬する芸人」に審司の名前を挙げている）との共演番組。3組ともに宮城県出身であり「みやぎ夢大使」に任命されている。
- おいでよ!仙台放送まつり（2008年9月27日、仙台放送） - 仙台市勾当台公園より生放送。サンドウィッチマン、狩野英孝と共演。
- ティンティンTOWN!（日本テレビ）

「マギマギ先生」として「プリンセス☆アヤヤのハッピーマジックコーナー」に出演。
- 東北魂TV(BSフジ)
- おいしい楽園。（2013年4月-2014年3月、静岡第一テレビ） - リポーター
- のびのびシティさいたま市（2015年4月 - 2016年3月、テレビ埼玉） - リポーター
- デルサタ（2016年4月 - 、メ〜テレ） - 「デルサタマルシェ」コーナー担当 [7]
- マギーとせいらのハナタカ遺産（2016年7月1日 - 2017年3月、CNCiグループ）[8]
- マギー&SKE48ハナタカ（2017年4月 - 2018年3月、CNCiグループ）[9]
- ボイメン新世紀 祭戦士ワッショイダー（2018年4月 - 、CBC）
- スタイルプラス（2018年4月8日 -2019年9月 、 東海テレビ） - コンシェルジュ
- 夕方LIVE!キニナル（東日本放送、2018年4月3日 - ） - 火曜MC
- 欽ちゃん＆香取慎吾の第100回仮装大賞（2025年1月13日、日本テレビ系） - 一般参加者として出場。

ミニ番組
- マギー審司のSmile Magic（キッズステーション）

テレビドラマ
- 心はロンリー気持ちは「…」FINAL（2024年4月27日、フジテレビ）[10]

### CM
- LION
- JR東日本
- アクアプラス
- 進物の大進
- 岩手リオン補聴器センター
- ウイルソン「コーティング効果復活剤」（2018年10月 - ）[11]

### ウェブサイト
- 中日新聞ほっとweb|マギー審司の中日審聞（2014年3月 -　2016年2月）
- 中日新聞ほっとweb|マギー審司の楽珍コレクション（2016年3月 -　2017年2月）

### ラジオ番組
- 日清食品笑アップステーション・マギー審司の耳よりラジオ（山形放送） 不定期で日曜の昼前に放送

### 映画
- クラッシャーカズヨシ（2006年）

### PV
- fripSide
  - 「only my railgun」
  - 「divine criminal」（マギー司郎と共に出演）
  - 「only my railgun-version2020-」

### ライブ
- Animelo Summer Live 2010 -evolution-（fripSideとの共演）
- 大須演芸場定席（2015年～）＊不定期で定席に飛び入りで単発出演することがある。

## 本
- マギー審司のお笑いマジックDVD教室（主婦と生活社）※DVDつき単行本